# Stauden (Hügelland)

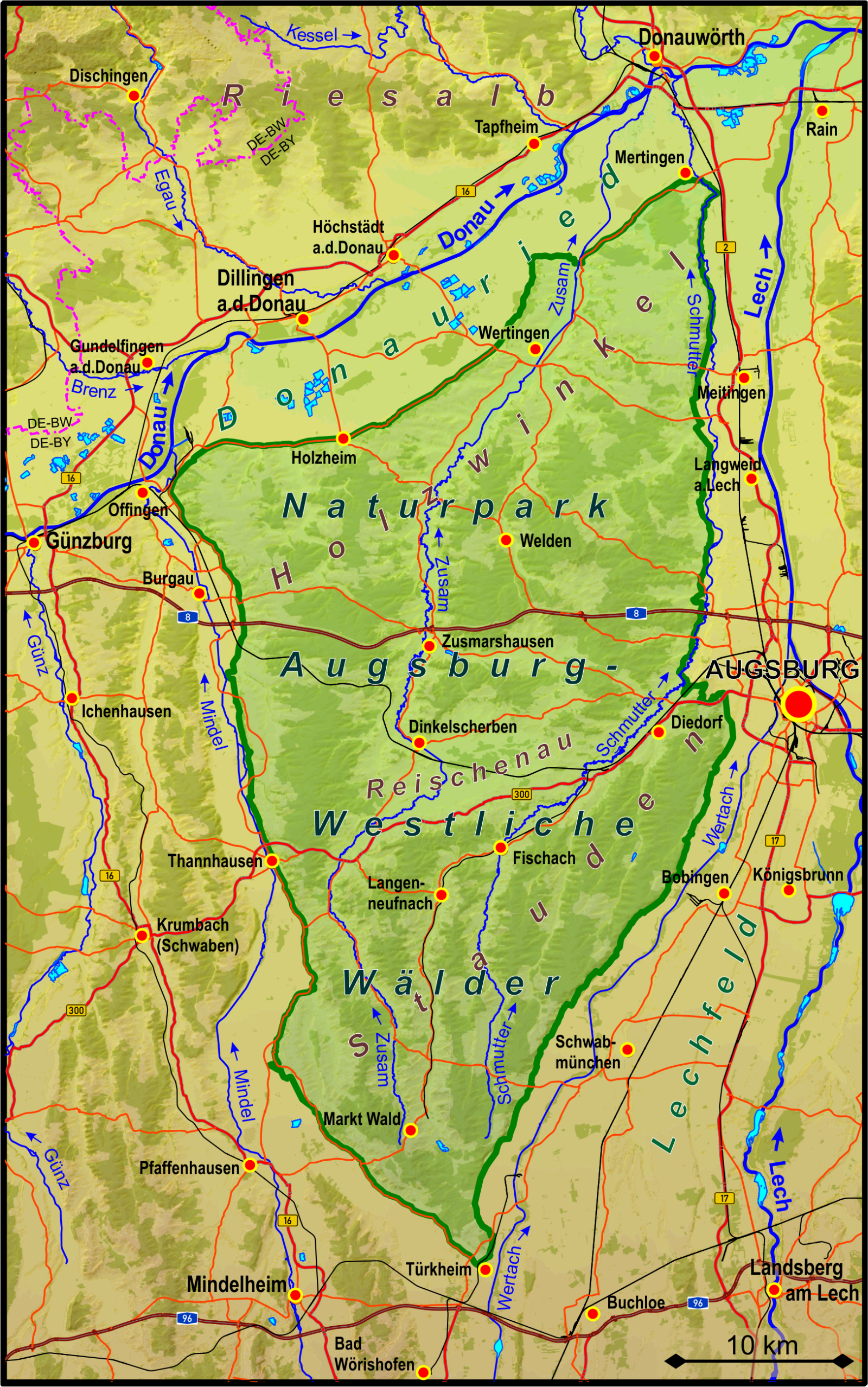
Lage und Topografie des Naturparks Augsburg – Westliche Wälder, darin sind die Stauden gekennzeichnet

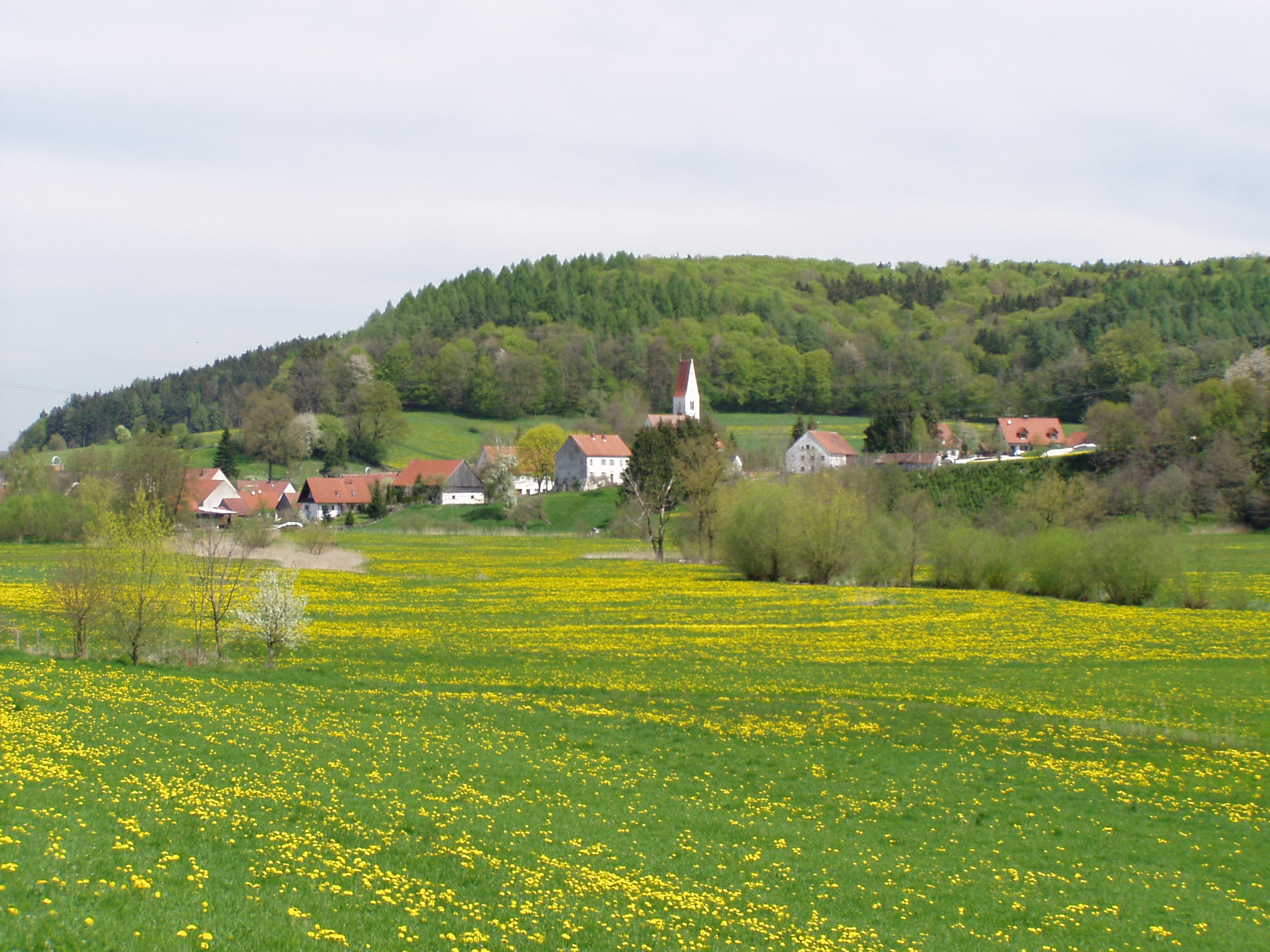
Blick auf den Fischacher Ortsteil Siegertshofen

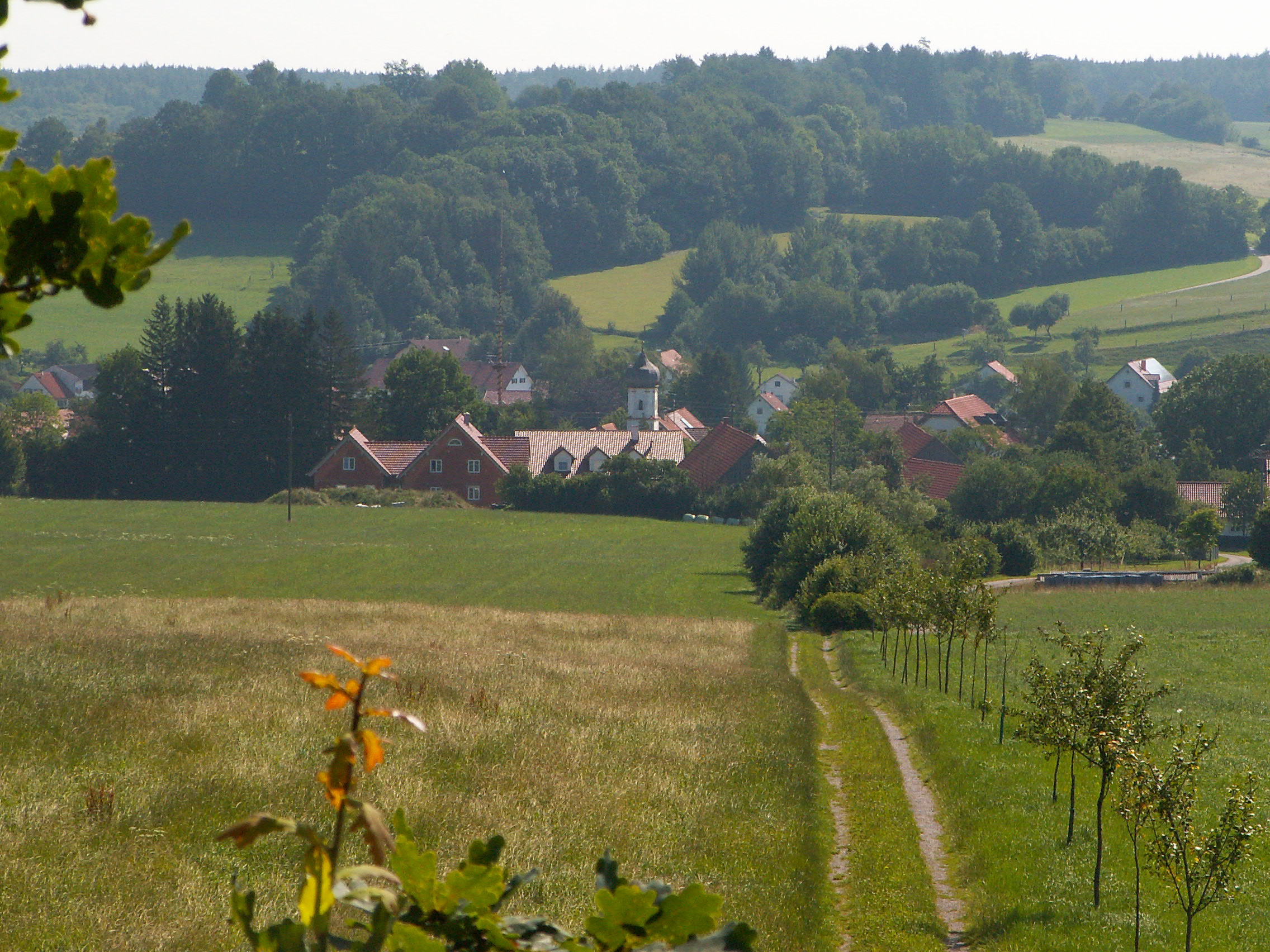
Staudenlandschaft bei Oberneufnach

Die Stauden sind ein Hügelland, das den südlichen Teil des Naturparks Augsburg – Westliche Wälder bildet. Es ist geprägt durch Mischwälder auf den Höhenzügen und landwirtschaftlich genutzte Flächen in den Tälern.

## Namensherkunft
Die Entstehung des Landschaftsnamens wird auf das späte 16. Jahrhundert datiert. In dieser Zeit hatten die Menschen große Teile der Wälder abgeholzt, wodurch die Landschaft zunehmend von niedrigem Gebüsch und Sträuchern, den sogenannten Stauden, geprägt wurde.

## Geographie
Die Stauden erstrecken sich auf einer Fläche von etwa 350 km². Nach Auffassung des Heimatpflegers Hans Frei wird die Landschaft zwischen dem Wertachtal im Osten, dem Flossach- und Mindeltal im Westen sowie zwischen Türkheim im Süden und einer Linie etwa auf der Höhe zwischen Diedorf und Ziemetshausen im Norden eingefasst. Nördlich davon schließt die Reischenau an.
Die wichtigsten Flüsse, die in dem Gebiet entspringen, sind die Schmutter, die Neufnach und die Zusam. Die höchste Erhebung liegt auf 655 m ü. NN. Der Schnerzhofer Weiher ist eines der größten Stillgewässer in den Stauden.
Die Stauden können den Landkreisen Augsburg, Günzburg sowie Unterallgäu zugeordnet werden. Zu einem geringen Teil gehört aufgrund des Waldes westlich von Bergheim auch das Stadtgebiet von Augsburg zu den Stauden. Folgende Orte liegen in den Stauden (Auswahl): Döpshofen, Waldberg, Kreuzanger, Reinhartshausen, Straßberg, Markt Wald, Ettringen, Walkertshofen, Fischach, Gessertshausen, Ziemetshausen, Langenneufnach, Mickhausen, Scherstetten, Mittelneufnach, nordwestlicher Teil von Türkheim. Am östlichen Rand befindet sich Schwabmünchen. Entgegen der allgemeinen Meinung gehört Aichen nicht dazu. Die Gemeinden Langenneufnach, Mickhausen, Mittelneufnach, Scherstetten und Walkertshofen bilden die Verwaltungsgemeinschaft Stauden.

## Verkehr
Die Stauden werden von der auch Staudenbahn genannten Bahnstrecke Gessertshausen–Türkheim durchquert.
Ungefähr entlang der Grenze zwischen den Stauden und der Reischenau verläuft die Bundesstraße 300.

## Sehenswürdigkeiten
- In Döpshofen: Loretokapelle
- In Ettringen:
  - Keltenschwert, ausgestellt im Rathaus
  - Pfarrkirche St. Georg in Kirch-Siebnach
  - Pfarrkirche St. Martin und St. Nikolaus
- In Fischach:
  - Judenfriedhof in Fischach als Zeugnis der ehemals blühenden jüdischen Gemeinde im Ort
  - Mozarthaus Heimberg, Stammheimat der Familie Mozart im Fischacher Weiler Heimberg
- In Markt Wald:
  - Christoph-Scheiner-Turm nördlich von Bürgle
  - Wallfahrtskapelle St. Antonius von Padua bei Schnerzhofen
  - Schloss Markt Wald
- In Mickhausen:
  - Herrgottsruh-Kapelle
  - Staudenschloss
- Bei Grimoldsried: Staudenkapelle
- In Mittelneufnach: Besinnungsweg
- Kloster Oberschönenfeld, 1211 gegründet, mit:
  - Museum Oberschönenfeld
  - Naturpark-Haus
  - Projektkunst im Wald
- In Wollmetshofen: Mariengrotte
- In Zaisertshofen: Biotop
- Bei Ziemetshausen: Wallfahrtskirche Maria Vesperbild